# Dark Shadows (Fernsehserie)
Dark Shadows ist eine US-amerikanische Gothic-Seifenoper von ABC, die von 1966 bis 1971 ausgestrahlt wurde. Insgesamt entstanden in fünf Jahren 1225 Episoden und zwei Filme. 1991 wurde eine zwölfteilige Neuauflage produziert, konnte jedoch nicht an den Erfolg des Originals anknüpfen. 2012 erschien eine weitere Kino-Adaption Tim Burton mit Johnny Depp in der Hauptrolle.

## Handlung
Die Serie beginnt damit, dass Victoria Winters in der kleinen Fischerstadt Collinsport im US-Bundesstaat Maine ihre Stelle als Kindermädchen im Haus der Familie Collins antritt. Thematisch verarbeitete bzw. verknüpfte die Serie die Familiengeschichte der Collins, wobei sich zahlreiche Motive der Gothic Novel wiederfanden. Sechs Monate nach Beginn der Seifenoper wurden vermehrt übernatürliche Elemente eingeführt. So fanden sich in den Geschichten um Collinwood, das Anwesen der Collins Familie, auch bald Vampire, Werwölfe, Geister und andere Fantasie-Gestalten wieder. Besondere Popularität erlangte die Figur des 175-jährigen Vampirs Barnabas Collins, der bald zum Protagonisten der Serie wurde.

## Veröffentlichung
Dark Shadows wurde bislang nur im Ursprungsland USA in unterschiedlichen Editionen auf DVD veröffentlicht.

## Romane und Comics
Unter der Reihe Barnabas der Vampir erschienen in den USA ab 1966 mehrere Romane von Dan Ross rund um den Vampir Barnabas Collins. Diese wurden teilweise auch ins Deutsche übersetzt.
Eine zweite Reihe wurde von Lara Parker (spielte Angelique Bouchard Collins in der Fernsehserie) geschrieben.
Geschichten um die Familie Collins wurden auch in Comic-Form veröffentlicht. In Deutschland erschienen sie 1983 in der kurzlebigen Reihe Dracula und Co. des Condor-Verlags.

## Hörspiele und Lesungen
Die Serie wird seit 2006 mit einer Reihe von Hörspielen und dramatischen Lesungen fortgesetzt. Für beides konnten Schauspieler der Originalserie gewonnen werden. Ein Plot, der durch diese Fortsetzungen aufgelöst wurde, war die jahrelang im Raum stehende Frage nach den Eltern von Victoria Winters. Elizabeth Collins Stoddard gibt in ihren Testament bekannt, dass Victoria ihre uneheliche Tochter sei und beauftragt Carolyn mit der Suche nach ihrer älteren Schwester, die in der Vergangenheit gefangen gehalten wird.

## Neuauflage
1991 entstand unter dem gleichen Namen Dark Shadows eine Neufassung der Fernsehserie.

## Kinofilme
- 1970 adaptierte Regisseur Dan Curtis seine eigene Fernsehserie in seinem Film Schloss der Vampire.
- 1971 erschien Das Schloss der verlorenen Seelen, ebenfalls von Dan Curtis.
- 2012 erschien Dark Shadows von Regisseur Tim Burton mit Johnny Depp in der Hauptrolle.

## Einfluss
Dark Shadows galt als Pionier der übernatürlichen Elemente in einer täglichen Serie, gefolgt von der kanadischen Serie Strange Paradise, die von 1969 bis 1970 auf 195 halbstündige Episoden kam. In späteren Jahren nahm die Seifenoper-Satire Soap – Trautes Heim eine Geschichte über Exorzismus mit in die Handlung und parodierte auf diese Art die weitreichende Möglichkeit einer täglichen Serie. 1986 drehte Erfolgsproduzent Aaron Spelling einen Pilotfilm für eine übernatürliche Serie mit dem Namen Dark Mansions. In den 90er-Jahren folgte die umstrittene Geschichte, in der Marlena Evans, Heldin der Seifenoper Zeit der Sehnsucht, von dem Teufel besessen war. Die Joss-Whedon-Serien Buffy – Im Bann der Dämonen und Angel – Jäger der Finsternis setzten Ende der 90er die Erzählung übernatürlicher Geschichten in einer Serie fort. Der Schwule-und-Lesben-Kanal here! produzierte mit Dante’s Cove und The Lair zwei eigene Seifenopern mit Geschichten über Vampire und Werwölfe. Dark Shadows ist ebenfalls bekannt für das Konzept der „barmherzigen Vampire“, die auf der Seite des Guten stehen und nach einem Weg suchen, ihrem Fluch zu entkommen.